# IC 1119/1
IC 1119/1 је спирална галаксија у сазвијежђу Змија која се налази на листи објеката дубоког неба у Индекс каталогу.
Деклинација објекта је - 3° 39' 31" а ректасцензија 15h 25m 44,7s. Привидна величина (магнитуда) објекта IC 1119 износи 14,5 а фотографска магнитуда 15,3. IC 11191 је још познат и под ознакама MCG 0-39-25, CGCG 21-93, VV 745, IRAS 15231-0328, PGC 55062.